# 格里爾縣 (奧克拉荷馬州)
格里爾縣（英語：Greer County）是美國奧克拉荷馬州西南部的一個縣。面積1,667平方公里。根据美國2000年人口普查，共有人口6,061人。縣治曼格姆（Mangum）。
成立於1886年，原來是德克薩斯州的一部份，1896年5月4日美國國會宣佈撥歸奧克拉荷馬準州。縣名紀念美利堅邦聯准將約翰·格里爾。